# Guerras sagradas
Las guerras sagradas en Grecia tuvieron lugar a raíz de la Anfictionía de Delfos, por el control del santuario de Apolo en este lugar. La anfictionía denunciaba algún proceder sacrílego de alguno de sus miembros y al no estar de acuerdo iniciaban una lucha.
- La primera guerra sagrada tuvo lugar en el año 590 a. C. entre la gente de Delfos y la tierra sagrada de Cirra. Esta fue aniquilada por Tesalia, Sición y Atenas, dando lugar a la hegemonía de Tesalia sobre Beocia.
- La segunda guerra sagrada fue en el 448 a. C.
- La tercera se desencadenó en el 356 a. C. cuando los focenses se apoderaron de Delfos. Siempre en lucha por la hegemonía, Tebas y Tesalia invitaron a Filipo II de Macedonia a que interviniera en el conflicto, en el 347 a. C. En el 346, Filipo venció a Fócida y a partir de este momento Macedonia fue admitida en el consejo de ciudades, es decir en la Anfictionía. Filipo aprovechó su posición en dicha Liga para dominar los asuntos de Grecia y conseguir el control del oráculo de Delfos, de gran importancia a la hora de tomar cualquier decisión militar o política.
- En el 339 a. C. se declaró la cuarta guerra sagrada, cuando el pueblo de los locrios se enfrentó a Atenas y el político Esquines, seguidor de Filipo, se enfrentó también a la ciudad de Anfisa (o Ámfissa). Estos hechos dieron lugar a la batalla de Queronea, en el 338 a. C., en la que fueron derrotados atenienses y tebanos. Los macedonios obtuvieron desde entonces la hegemonía sobre Grecia.